# آند حاره‌ای
آند حاره‌ای (انگلیسی: Tropical Andes) بخش شمالی از سه زیربخش اقلیمی کوه‌های آند است. آند خشک و آند مرطوب دو زیربخش اقلیمی دیگر را تشکیل می‌دهند. آند حاره‌ای پهنه‌ای به مساحت ۱٬۵۴۲٬۶۴۴ کیلومتر مربع را در بر می‌گیرد.

## جغرافیا و بوم‌شناسی

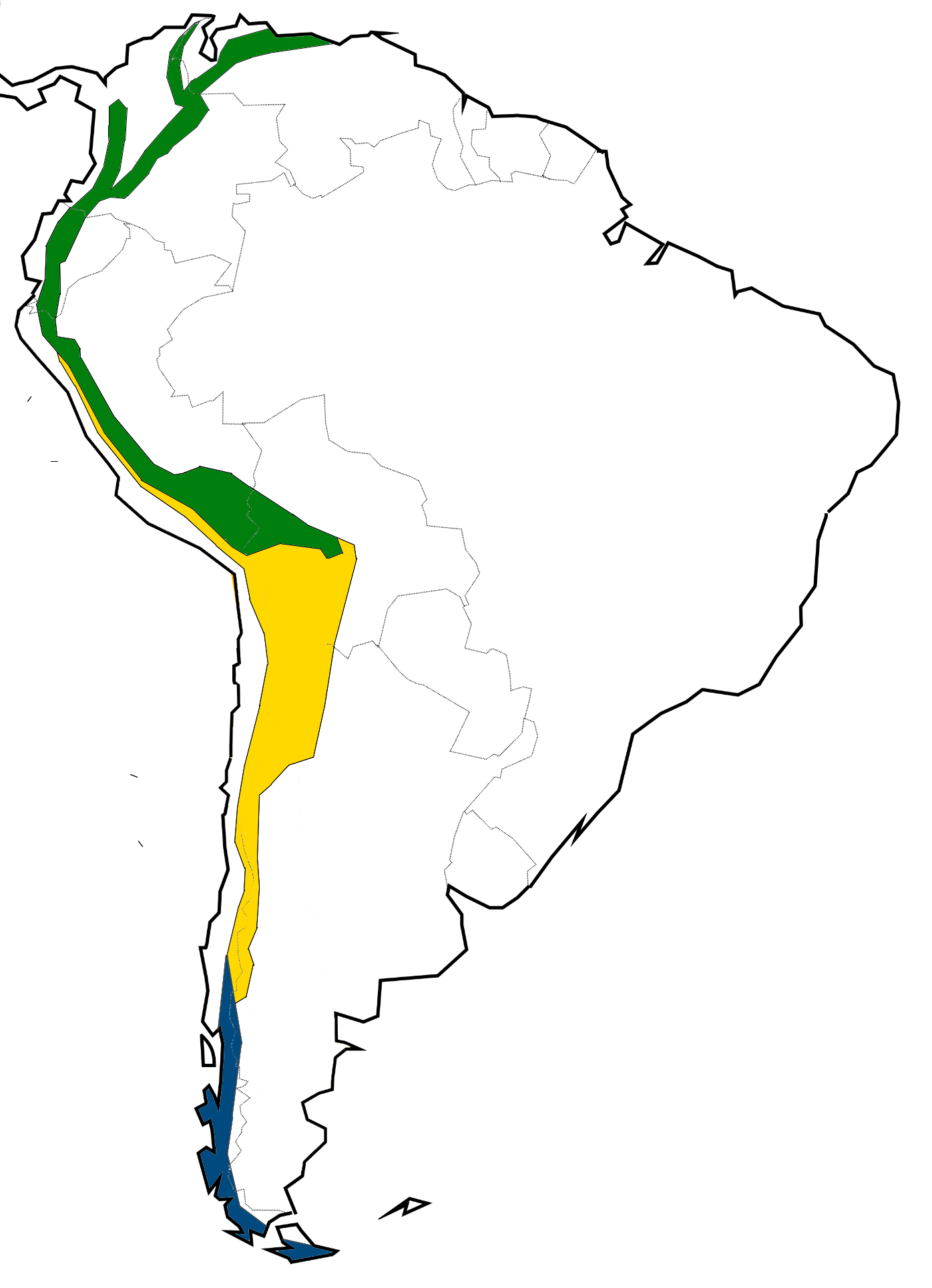
نقشه مناطق اقلیمی کوه‌های آند. پهنه آند حاره‌ای با رنگ سبز، آند خشک با رنگ زرد و آند مرطوب با آبی تیره مشخص شده‌اند.

آند حاره‌ای در آمریکای جنوبی در مسیر رشته‌کوه‌های آند و به‌طور عمده در پنج کشور ونزوئلا، کلمبیا، اکوادور، پرو و بولیوی قرار دارد. مساحت اراضی این منطقه در ابتدا ۱٬۲۵۸٬۰۰۰ کیلومتر مربع بود ولی به ۳۱۴٬۵۰۰ کیلومتر مربع کاهش یافته و بدین‌ترتیب ۲۵ درصد از مساحت اولیه آن باقی مانده‌است. به دلیل وسعت زیاد این منطقه، چشم‌اندازهای آن متنوع است و منجر به زیستگاه‌های متنوع و توانایی تأمین منابع مورد نیاز برای بسیاری از گونه‌ها شده‌است. چشم‌اندازهای متنوع این منطقه شامل کوه‌های پوشیده از برف تا ژرف‌دره‌ها و دره‌ها می‌شود. پوشش گیاهی منطقه با تغییر ارتفاع متغیر بوده و شامل جنگل‌های بارانی حاره‌ای در ارتفاع ۵۰۰ تا ۱٬۵۰۰ متری، جنگل‌های ابری در ارتفاع ۸۰۰ تا ۳٬۵۰۰ متری و بلندترین ارتفاعات بین ۳٬۰۰۰ تا ۴٬۸۰۰ متری تا پهنه‌های برفی شامل علفزارها است. بیشترین تنوع جنگل‌های ابری در پرو و بولیوی، پهنه‌ای به مساحت ۵۰۰٬۰۰۰ کیلومتر مربع را می‌پوشاند. جنگل‌های خشک و درخت‌زارها نیز در آند حاره‌ای یافت می‌شود. این محدوده همچنین محل قرارگیری عمیق‌ترین تنگه پرو در ۳۲۲۳ متری و دریاچه تیتیکاکا است که با ارتفاع ۳۸۱۰ متر، مرتفع‌ترین پهنه آبی قابل کشتیرانی به‌شمار می‌رود.